# 崇德路街道
崇德路街道是中华人民共和国陕西省榆林市横山区下辖的一个街道办事处。

## 行政区划
崇德路街道下辖以下村级行政区划单位：
永盛社区、草海则村、杨官海则村。